# Melitaea semidetrita
Melitaea semidetrita är en fjärilsart som beskrevs av Hartig 1924. Melitaea semidetrita ingår i släktet Melitaea och familjen praktfjärilar. Inga underarter finns listade i Catalogue of Life.